# Котюрова, Мария Павловна
Мари́я Па́вловна Котю́рова (род. 26 апреля 1939 года, д. Росстани, Осинский район, Пермская область) — советский и российский лингвист-русист, доктор филологических наук (1989), профессор, заведующая кафедрой русского языка и стилистики (1994—2006) филологического факультета Пермского университета.
Один из лидеров научного направления «Функциональная стилистика».

## Биография
Выпускница Пермского университета 1965 года.
В 1974 году (досрочно) защитила кандидатскую диссертацию «Лингвистическое выражение связности речи в научном стиле: сравнительно с художественным», которая была посвящена изучению одной из закономерностей построения текста — проблеме, к которой в то время только ещё начала обращаться лингвистика. На основе данной работы в 1983 году написала учебное пособие «Эволюция выражения связности речи в научном стиле XVIII—XX вв.».
Результатом дальнейших научных исследований явилась монография «Об экстралингвистических основаниях смысловой структуры научного текста» (1988), а затем и докторская диссертация «Смысловая структура русского научного текста и её экстралингвистические основания» (1989). Это фундаментальное исследование, развивая идею функциональной стилистики о значимости внелингвистических факторов для построения речи, свидетельствовало о принципиально новом подходе к анализу смысловой структуры научного текста, что потребовало привлечения данных ряда смежных наук: философии, психологии, науковедения, то есть комплексного метода исследования. Значимость именно такого подхода сейчас все более подтверждается языковедами.
В соответствии с решением экспертной комиссии Правлением Международного фонда «Культурная инициатива» М. П. Котюровой как победителю конкурса 1992—1993 годов по гуманитарным наукам назначена стипендия Дж. Сороса.
С 1993 по 2006 годы — заведующая кафедрой, с 2006 года по настоящее время — профессор кафедры русского языка и стилистики филологического факультета Пермского университета.
Опубликовала около 300 научных работ. В настоящее время занята разработкой таких проблем, как функционирование текстовых категорий в процессе развития научного стиля, свойства научного творческого мышления и их влияние на формирование научных текстов, проявление индивидуального стиля мышления учёного, стереотипность и творчество в речевой коммуникации.

## Избранные публикации
- Котюрова М. П. Эволюция выражения связности речи в научном стиле XVIII—XX вв. Пермь, 1983. 80 с.
- Котюрова М. П. Об экстралингвистических основаниях смысловой структуры научного текста (Функционально-стилистический аспект). Красноярск, 1988. 170 с.
- Очерки истории научного стиля русского литературного языка XVIII—XX веков. (Т. I, Пермь, 1994; Т. II, ч. 1. Пермь, 1996. Т. II, ч. 2. Пермь, 1998, в соавторстве).
- Котюрова М. П. Научная коммуникация и толерантность // Стил. Београд — Банялука, 2002. № 1. С. 105—118.
- Котюрова М. П. Автосемантия; Завершенность текста; Идиостиль (индивидуальный стиль, идиолект); Интегративность текста; Информативность текста; Континуальность текста; Логичность текста; Общенаучная лексика; Связность речи (как текстовая категория); Стереотипность речи; Стилистические ресурсы лексики (лексическая стилистика); Субъектность речи (текста) (авторизация, субъектная организация текста); Целостность текста; Членимость текста; Языковая личность; Ясность речи // Стилистический энциклопедический словарь русского языка / под ред. М. Н. Кожиной. М.: Флинта: Наука, 2003.
- Котюрова М. П. Плотность текста в аспекте синтезирующей познавательной деятельности ученого // Textus: Язык и текст в пространстве культуры / под ред. К. Э. Штайн. Ставрополь, 2003. Вып. 8. С. 170—175.
- Котюрова М. П. Культура письменной научной речи в когнитивно-эпистемическом отношении // Това чудо — езикът! Изследования в чест на проф. д-р Живко Бояджиев. София, 2007. С. 228—237.
- Котюрова М. П. Плотность научного текста: подходы к её изучению // Стереотипность и творчество в тексте: межвуз. сб. науч. тр. / под ред. М. П. Котюровой. Пермь, 2007. Вып. 11. С. 142—155.
- Котюрова М. П. Культура научной речи: Текст и его редактирование. 2-е изд., перераб. и доп. М.: Флинта: Наука, 2008. 279 с. (в соавт. с Е. А. Баженовой).
- Котюрова М. П. Функциональная стилистика — толерантное научное направление // Университет в системе непрерывного образования: матер. Междунар. науч.-метод. конференции. Пермь, 2008. С. 241—243.
- Котюрова М. П. Стилистика научной речи. М.: Aкадемия, 2010. 240 с.
- Котюрова М. П. Русский научный текст «под зонтиком» когнитивной стилистики. Stylistyka, XXIII, Ополе, 2014. С. 221—234.
- Котюрова М. П., Тихомирова Л. С., Соловьёва Н. С. Идиостилистика научной речи. Наши представления о речевой индивидуальности учёного. Пермь, 2011. 394 с.
- Котюрова М. П. Когнитивно-дискурсивно-стилистическое рассмотрение стереотипности речи (на материале текстов научных статей) // Когнитивная лингвистика: новые парадигмы и новые решения. Серия "Концептуальные исследования. Выпуск 15. М., 2011. С. 825—838.